# Forces républicaines de sécurité
Pour les forces républicaines de sécurité formées en France en 1944, voir histoire des CRS.
Ne doit pas être confondu avec compagnies républicaines de sécurité ou unités républicaines de sécurité.
Les forces républicaines de sécurité sont une unité paramilitaire malgache de la Première République. Créées en 1966 par le ministre de l'intérieur André Resampa, elles participent à la répression de la révolution malgache. Elles sont dissoutes en 1972 après l'arrivée au pouvoir du général Gabriel Ramanantsoa.

## Historique

### Formation
Les FRS sont officiellement formées le 22 décembre 1965 mais leur mise sur pied à lieu en 1966.
Les forces républicaines de sécurité peuvent être vues comme l'équivalent des compagnies républicaines de sécurité françaises mais l'objectif de leur création est de contrebalancer le pouvoir de l'armée, et les FRS sont considérées comme la milice personnelle du ministre de l'intérieur André Resampa.

### Organisation
Des instructeurs israéliens contribuent à la formation des hommes des FRS,, ainsi que des Allemands de l'Ouest. Contrairement à l'Armée malgache qui ne dispose que de fusils à répétition, les forces républicaines de sécurité reçoivent des fusils automatiques et des pistolets-mitrailleurs.
Leur effectif est de 2 000 hommes environ. Contrairement à l'armée dominée par les Mérinas, le recrutement des FRS est majoritairement côtier, en particulier de Morondava d'où André Resampa est originaire.
André Resampa est disgracié en février 1971 et les FRS quittent son contrôle pour passer sous celui du président Philibert Tsiranana. Les FRS deviennent alors de fait la garde présidentielle de Tsiranana.

### Action pendant la Révolution malgache de 1972
À partir de mars 1971, le pouvoir malgache fait face à une contestation étudiante. Le 12 mai 1972, les autorités malgaches arrêtent 380 étudiants et sympathisants. Le lendemain, une grande manifestation de protestation réunissant cinq mille jeunes se transforme à Tananarive en insurrection contre le régime. Le service d’ordre, composé essentiellement de quelques dizaines de membres des FRS, se trouve complètement dépassé par les événements et finit par tirer sur la foule,,. L’émeute redouble. Le bilan officiel du 13 mai est de 26 morts dont 7 parmi les forces de l’ordre et plus de 200 blessés.
En réaction à ces violences, la plupart des fonctionnaires de la capitale et les employés de nombreuses entreprises cessent le travail, ce qui achève de discréditer le régime. Le 15 mai, une centaine de milliers de manifestants se dirige vers le palais présidentiel en réclamant la libération des déportés. La journée est marquée par une chasse aux FRS provoquant la mort de cinq d’entre eux ainsi que de cinq nouveaux manifestants. La gendarmerie, appelée à la rescousse, refuse de s’associer à la répression tandis que l’armée adopte une position ambiguë. Finalement, le gouvernement décide le retrait définitif des unités des FRS et à leur remplacement par des unités militaires.

### Le groupe mobile de police
Des anciens des FRS sont rappelés à Antananarivo fin 1972 pour former le groupe mobile de police (GMP). L'unité n'est cependant pas réellement réorganisée.
Le 31 décembre 1974, le colonel Bréchard Rajaonarison tente un coup d'état. Il se réfugie après trois semaines de clandestinité au camp du GMP,. Celui-ci entre en rébellion, avec trois à huit cent hommes, majoritairement côtiers, et dotés d'armes lourdes,. Le 11 février 1975, le colonel Richard Ratsimandrava, qui a reçu les pleins pouvoirs du président six jours plus tôt, est assassiné en ville par cinq hommes du GMP (deux sont tués dans les échanges de tir).
Le général Gilles Andriamahazo fait alors cerner le camp du GMP, qui se rend en 48 h. Les forces armées sont réorganisées à l'avènement de la République démocratique malgache et le GMP est définitivement dissous.